# Riu d'Unarre
L'Unarre és un riu pirinenc d'orientació nord-sud, afluent del Noguera Pallaresa per l'esquerra. Neix a la Bassa de Curiós a 2.494,8 metres d'altitud, just sota el pic de la Gallina. Transcorre per la vall d'Unarre, petita vall d'origen glacial oberta cap al sud oest, i desaigua a la Noguera Pallaresa als Plans d'Escalarre, a 943 metres d'altitud. El règim del riu és d'alta muntanya, i una presa en regula el cabal i en desvia una part cap a la Central d'Esterri d'Àneu per a la seva explotació hidroelèctrica. El riu es troba al municipi de La Guingueta d'Àneu, a la comarca del Pallars Sobirà. Entre el seu naixement fins a l'altitud de 1.490 metres el riu Unarre forma part del Parc Natural de l'Alt Pirineu.

## Curs del riu

### Curs superior
La conca de la meitat superior del riu està encaixada entre la Serra Mitjana a la dreta i la Serra Mascarida a l'esquerra. A una altitud superior als 2.200 metres i al voltant del Pic de la Gola es troba un conjunt d’estanys, els emissaris dels quals formen el naixement del riu.
L'origen del riu d'Unarre és la Bassa de Curiós, a 2.494,8 metres d'alçada, que és el punt més llunyà des del que baixa aigua durant gran part de l'any. A partir d'aquest punt baixa fins als 2.359,5 metres, on es troba l'estany de Calberante. Sortint d'aquest estany, el riu baixa ràpidament fins als 2.249,1 metres de l'estany de la Gola, que és el reservori d'aigua més gran del riu, amb capacitat per a més d'1 hectòmetre cúbic i una longitud de més de mig quilòmetre.
Sortint de l'estany de la Gola, l'Unarre baixa una forta pendent, formant la cascada de la Gola fins a arribar al Planell de Sartari, planell d'unes 7 hectàrees d'extensió situat a una altitud de 1.957 metres on rep per l'esquerra l'aigua procedent de la remarcable cascada de Sartari, que acumula l'aigua de l'estany de Ventolau i el conjunt lacustre anomenat Els Tres Estanys. Passat el planell, torna a baixar bruscament fins als 1.470 metres d'altitud, on rep les aigües del torrent de Sant Beado. Poc després es troba amb la presa de Cerbi, on part de l'aigua es derivada a un canal que la porta fins al Sequer, on hi ha el salt hidroelèctric de 492 metres que acaba a la Central d'Esterri d'Àneu. Un cop passada la petita presa, el riu segueix baixant, direcció al poble de Cerbi.

### Curs inferior
Un cop passat el poble de Cerbi, l'Unarre rep les aigües del torrent de Corriols a l'altitud de 1.290 metres. Rodejat d'un bosc de ribera, l'Unarre passa per l'esquerra de l'antic nucli d'Aurós, tot seguit per la dreta del poble d'Unarre a 1.198 metres d'altitud, per a continuar fins al poble d'Escalarre a 967 metres d'altitud i després de fer un gir cap a l'oest, desaigua a la Noguera Pallaresa als Plans d'Escalarre, a 943 metres d'altitud, havent recorregut 10 km des de l'Estany de la Gola

## Afluents

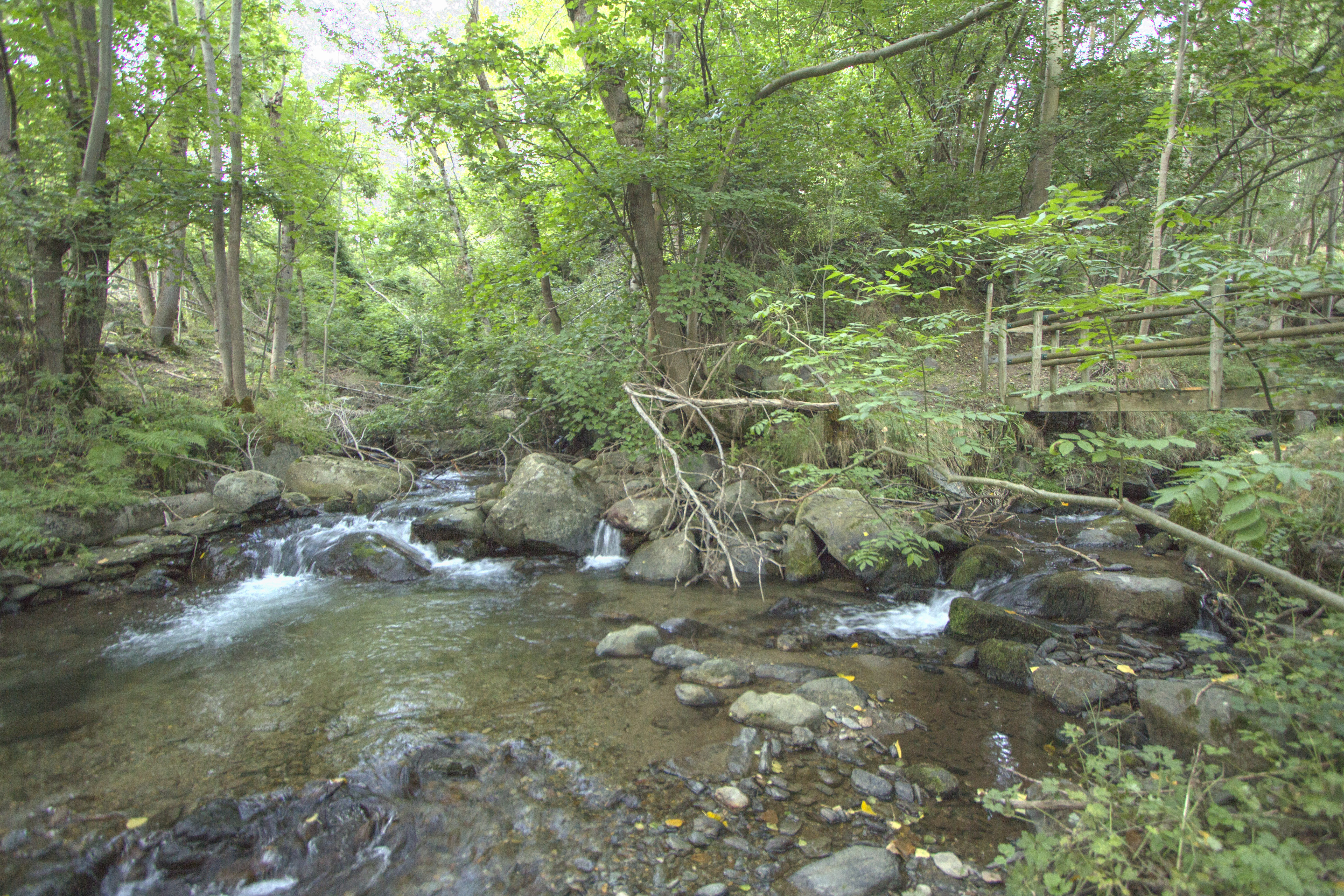
Aiguabarreig de l'Unarre i el riuet de Gavàs (dreta)

Els afluents del riu Unarre són els següents:

### Marge dret
- Barranc de Sant Beado o de Nyiri. Neix al Serrat de Buixasse, sota el Pic del Mont-Roig, a 2.365 metres d'altitud, concretament a les Basses de la Tartera, i transcorre per la Vall de Sant Beado fins a desaiguar a l'Unarre en la confluència de la vall de Sant Beado i la vall de Cerbi a 1.470 metres d'altitud. Tota la vall de Sant Beado forma part del Parc Natural de l'Alt Pirineu.
- Torrent dels Corriols o dels Escorriols. Neix a la Costa Galiera, als peus del Pui Redó, a 2.085 metres d'altitud, i desaigua al riu Unarre aigües avall del poble de Cerbi, a un altitud de 1.290 metres. Té dos afluents: els barranc de Labedo, que neix sota el Pic de Sarredo a 2.121,6 metres,[2] i el barranc de Pilàs, que neix sota el Pic de Pilàs, a les Estanyeres, a 2.354,8 metres.[3]
- Barranc de la Fenera, neix sota el Serrat d'Escobedo, poc més amunt de la boca nord del túnel del canal de la Central hidroelèctrica d'Esterri d'Àneu, a uns 1.500 metres d'altitud. Aquest riu creua el poble d'Unarre soterrat pel carrer de Gaspà i desaigua al riu Unarre sota el pont de la carretera de Burgo i Llavorre, al centre del poble, a 1.196[4] metres.
- Carant de l'Aigua, neix a la falda de la Roca de les Ombres, sota el Pic d'Escobedo. A mig reocrregut es creua amb el canal de la central d'Esterri d'Àneu, que el supera amb un pont. Desaigua a pocs metres més avall que el Riuet de Gavàs.

### Marge esquerre
- Riuet de Gavàs, amb els següents afluents: Barranc de la Coma, Barranc de Fontanes, tots nascuts a la Serra de Campirme i el Montalto. Desaigua a l'Unarre sota de l'antic nucli d'Aurós, a 1.232,6[5] metres.
- Riuet de Burgo, neix a la Font del Bisbe, just a sota del Coll de Campirme, a 2.000 metres. Aquest riu passa per la Borda de Peruan, pel poble de Burgo i creua el poble d'Escalarre, per finalment desaiguar a l'Unarre poc després del poble, a 960[6] metres.

## Aprofitaments hidroelèctrics
Entre 1956 i 1958 l'empresa Hidroelèctrica de Catalunya construí la Central d'Esterri d'Àneu. Per alimentar-la, edificà la presa de Cerbi i el corresponent canal de derivació per portar l'aigua cap a la central. La presa es troba al costat de les Bordes d'Aurós, desviant part del cabal del riu d'Unarre cap el Salt d'Unarre, la sala de màquines del qual es troba a l'edifici de la Central d'Esterri d'Àneu. Quan el canal ja ha passat el poble de Cerbi també rep aigua d'una resclosa situada en el torrent d'Escorriols. La longitud total del canal és de 3.780 metres.